# Gesnes-le-Gandelin
 Gesnes-le-Gandelin  es una población y comuna francesa, situada en la región de Países del Loira, departamento de Sarthe, en el distrito de Mamers y cantón de Saint-Paterne.

## Demografía
| 635 | 582 | 604 | 652 | 633 | 742 |
| Para los censos de 1962 a 1999 la población legal corresponde a la población sin duplicidades (Fuente: INSEE [Consultar]) |     |     |     |     |     |